# Jacques Gentillâtre
Jacques Gentillâtre est un architecte français né à Sainte-Menehould en 1578. On perd sa trace après un dernier paiement à Lyon, en décembre 1622. On trouve encore une écriture le concernant datant de novembre 1623.

## Biographie
Jacques Gentillâtre est né à Sainte-Menehould, en 1578. Plusieurs architectes nommés Gentillâtre ont exercé leur art en Champagne et en Lorraine sans qu'il soit possible de savoir s'ils sont apparentés.
Jacques Gentillâtre poursuit sa formation d'architecte en Touraine vers 1597. Il se rend ensuite à Paris où il travaille avec la famille Androuet du Cerceau, probablement dans l'atelier de Jacques II Androuet du Cerceau, architecte du Roi. Il y a fait de nombreux dessins, en particulier des ouvrages que ce dernier réalisait au château de Fontainebleau, à Paris et au château de Montceaux.
Il devait être protestant comme Jacques II Du Cerceau. En 1602, il quitte Paris pour se rendre à la ville protestante de Sedan où il a au moins construit un hôtel.
Après Sedan, il se rend à Nancy où il rencontre le Baron Jean III du Châtelet, baron du Thon et maréchal de Lorraine, chef des finances ducales. Vers 1603-1604, il est à son service pour lequel il a construit le château des Thons. En 1606-1607, il travaille pour le frère du baron de Thon, René II du Châtelet, et reconstruit le Château-Dessus à Chauvirey-le-Châtel. Jean III du Châtelet meurt en 1610.
On le retrouve en 1610 dans la ville protestante de Montbéliard qui appartient au duc de Wurtemberg, Jean-Frédéric de Wurtemberg comme « architecte et fortificateur », occupé semble-t-il à des ouvrages hydrauliques d'après les dessins du manuscrit de la Bibliothèque nationale de France Fr. 14727. Il a probablement rencontré au cours de ce séjour l'ingénieur et architecte du duc de Wurtemberg Heinrich Schickhardt, en charge de tous les travaux d'architecture et de fortification, ainsi que Claude Flamand qui a pris plus tard la succession de Schickhardt.
Un an plus tard, il quitte Montbéliard pour une autre ville protestante, Genève, avec une lettre de recommandation à la seigneurie du gouverneur de Montbéliard, le baron Léopold de Landau, du 11 juin 1611. À Genève, la Seigneurie l'engage le 27 juin et lui demande de construire une machine hydraulique permettant d'alimenter en eau la ville haute à partir du Rhône. Le 7 août, il est chargé d'exécuter en cire le plan de la forteresse de Genève. Le 27 août, il est élu maître-maçon. En septembre, la municipalité lui loue un local pour construire les rouages de son artifice d'eau. On trouve dans le manuscrit Français 14727, folio 575, le dessin d'une machine hydraulique avec la mention « A GENEVE ». Mais en mai 1612, sa machine n'arrive pas à monter l'eau à la hauteur nécessaire, les tuyaux en bois se fendent. Il demande les fonds pour faire des tuyaux en fonte. La ville refuse et lui répond qu'il doit les réaliser à ses frais et qu'elle lui remboursera si la machine fonctionne. N'ayant pas les fonds, il doit renoncer. Il demande à quitter Genève le 10 juin 1612. Claude Flamand, arrivé de Montbéliard, dit à la Seigneurie que la machine de Gentillâtre ne vaut rien. Le 20 juin, le plan de cire de Genève est saisi.
Jacques Gentillâtre a dû quitter Genève en juin 1612 pour s'installer à Chalon. Il n'y a pas de document permettant d'affirmer qu'il est alors entré au service de Claude-Enoch Virey pour construire l'hôtel Virey. Cependant, des dessins ce cet hôtel se trouvent dans le catalogue du RIBA montrent qu'il en est l'auteur. Dès le 25 juillet un marché est passé pour la fourniture des pierres. Le plan de l'hôtel est assez courant et on le retrouve dans le Livre d'Architecture de Jacques Androuet du Cerceau de 1559 (projet VI et projet IX) avec un corps de logis contre lequel s'appuie deux pavillons. La particularité est dans l'élévation car le corps de logis est à deux niveaux et les pavillons n'en ont qu'un seul avec des toits pyramidaux.
Alors qu'il est occupé à la construction de l'hôtel Virey, on lui confie la construction du nouveau palais du baillage. Il passe, avec son confrère Jacques Couppel, neveu de Jacques II Androuet du Cerceau, « maitre architecte », des marchés entre septembre 1613 et juin 1615.  Sa construction a commencé dès 1613, place du Châtelet. Ce palais a été détruit en 1825.
Il a aussi réalisé à Châlon la maison Perry au 3 de la rue du Change, l'hôtel de Mucy, rue Saint-Georges, la maison du 15 de la rue du Change. Il a dû exécuter d'autres travaux dont on retrouve les dessins dans le catalogue du RIBA.

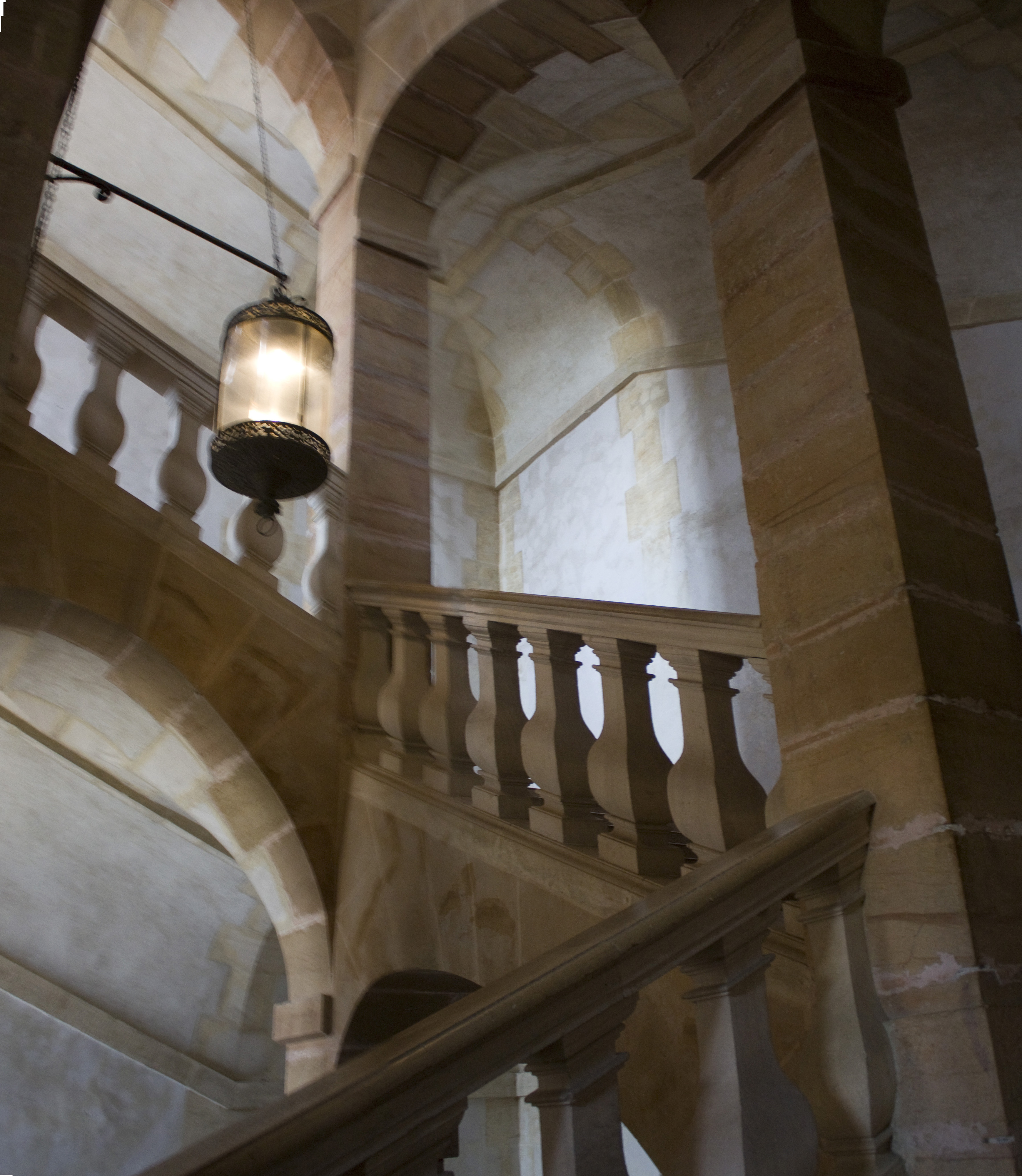
Château de Cormatin
Le grand escalier à vide central et volées droites.

Il intervient en 1614 pendant la construction du Château de Cormatin. Il travaille à la construction du château jusqu'en 1621. Plusieurs dessins de l'album de Paris représentent des éléments du château (folio 278, folio 468, folio 470).L'ouvrage le plus singulier qu'il a réalisé au château de Cormatin est l'escalier à volées droites à balustrades autour d'un vide central.
Il a probablement dessiné les plans du tombeau d'Antoine du Blé et de son épouse Catherine de Bauffremont, morts tous les deux en 1616. Il se trouvait jusqu'à sa destruction pendant la Révolution dans la chapelle Saint-François-de-Paule de l'église des Minimes de Chalon.
On ne connaît pas les raisons de son départ de Chalon alors qu'il avait travaillé pour les notabilités de la ville. Une des raisons pourrait être religieuse. Bien que cela n'apparaisse pas dans des documents, il devait être protestant. Des tensions ont commencé à naître entre catholiques et protestants à Chalon à partir de 1620. Dans un mémoire adressé au roi en 1622, le maire de Chalon et les échevins dénoncent le danger que présente l'augmentation constante « du nombre, de la puissance et de l'audace des protestants dans Chalon ».  
En 1622, il s'est établi maître-architecte à Lyon. Le 22 mai, il passe un marché avec l'administration de l'hôpital de la Charité pour bâtir le grand portail de l'église Notre-Dame-de-la-Charité. Ce portail est terminé pour l'entrée de Louis XIII à Lyon en décembre. Le marché porte le reçu du dernier paiement à Jacques Gentillâtre et son associé Dellouly, le 18 décembre 1622. Il a réalisé d'autres travaux à Lyon, pour Claude Neyret, Louis Puget. On perd sa trace à Lyon après le paiement de décembre 1622. Il est possible qu'il ait quitté Lyon après les émeutes anti-protestantes de Lyon qui commencent le 29 septembre 1622 et durent trois jours ou avant l'entrée solennelle du roi Louis XIII à Lyon le 11 décembre en guerre contre les protestants révoltés. Les documents conservés à Londres et à Paris montrent qu'il a dû continuer à travailler mais ne permettent pas de préciser les lieux et les dates.
On peut lire en introduction à son manuscrit conservé à la Bibliothèque nationale de France la phrase qui doit définir la fin de sa vie :
« VIVRE EN HONNEUR ET MOURIR PAUVRE ».

## Bâtiments
- Château des Thons.
- Château-Dessus de Chauvirey-le-Châtel.
- Hôtel Virey, Sous-préfecture de Chalon-sur-Saône
- Château de Cormatin

## Dessins
- Dessin de la façade de la cathédrale de Reims[6].
- La Bibliothèque nationale de France conserve le manuscrit Français 14727, écrit entre 1615 et 1625. Liliane Châtelet-Lange a attribué avec certitude ce manuscrit à Jacques Gentillâtre. Dans son article, Daniel Régnier-Roux[7] remarque que dans ce livre d'architecture Jacques Gentillâtre a copié la quasi-totalité des planches du Livre premier de Jacques Besson (voir page 123). Il suppose que Gentillâtre a copié ce livre dans la bibliothèque de Jacques II Androuet Du Cerceau. Jacques Gentillâtre a copié d'autres planches de Jacques Besson. Selon la tradition vitruvienne, ce livre est décomposé en dix livres correspondant à quatre grandes sections : mathématiques pour la première, art militaire (forteresses et machines de guerre) pour la deuxième, bâtiments civils pour la troisième et inventions mécaniques pour la quatrième. Le livre commence par des notions d'arithmétique et de géométrie (folios 14v à 196r). Les deux livres consacrés aux forteresses et machines de guerre (folios 208r à 321r). Le livre de l'architecture des bâtiments consacré à l'architecture civile (folios 340r à 397v) s'ouvre avec des extraits du premier livre de Vitruve dans la traduction de Jean Martin. Le traité se poursuit avec la présentation de demeures idéales. Dans la présentation du premier château (folio 340v), Jacques Gentillâtre montre une de ses inventions avec des ailes latérales plus larges que le corps central qui ne comprend qu'une galerie de liaison « pour se promener ...nos amis  qui la viendront voir et visiter pour communiquer d'affaires » (folio 353). Il « commente la place et les ornements de la galerie de son modèle de château[8]. On retrouve ces dispositions dans les deux châteaux construits par Jacques Gentillâtre, le château des Thons et le château de Cormatin. Le second bâtiment est une maison des champs dont le plan (folio 355v) s'inspire de la maison romaine de Vitruve, mais Gentillâtre s'est inspiré de la Casa di villa degli Antichi de Palladio[9]. Le texte accompagnant ce plan n'est ni de Vitruve, ni de Palladio, mais d'Alberti. La partie sur les bâtiments se termine par deux livres sur la maçonnerie (folios 406r à 459r) et la charpente (folios 465v à 487v). Les derniers livres sont consacrés aux arts mécaniques (folios 490v à 590v) et à l'hydraulique (folios 591r à 594r) dont les pages sont tirées du livre de Salomon de Caus, Les Raisons des forces mouvantes, avec diverses machines tant utiles que plaisantes.
- 300 dessins se trouvant au Royal Institute of British Architects.